# Елешница (приток на Камчия)
Вижте пояснителната страница за други значения на Елешница.
Елешница е река в Стара планина, област Бургас — община Руен и Област Варна — община Дългопол, десен приток на река Камчия. Дължината ѝ е 43 km.
Река Елешница води началото си под името Коджадере на 494 м н.в. от Еминска планина, на 3,5 км източно от с. Рудина, община Руен. В най-горното си течение (около 4 км) протича на запад, след което завива на север и чрез дълбок пролом пресича западната част на Камчийска планина. След изтичането си от язовир "Елешница" навлиза в долината на Камчия и се влива отдясно в нея на 22 м н.в., между селата Цонево и Гроздьово.
Площта на водосборния басейн на реката е 184 км2, което представлява 3,4% от водосборния басейн на река Камчия.
Основни притоци – → ляв приток, ← десен приток:
- → Бююкдередере
- ← Кърченска река
- → Юртдере
- → Върбов дол
- ← Речката
- ← Плоска река
- ← Селибогданско дере

Реката е с дъждовно-снежно подхранване с максимален отток през месеците март-април, а минимален – септември-октомври.
Река Елешница е една от малкото български реки над 20 км, по които няма населени места.
За напояването на големите обощни масиви в долината на река Камчия при изхода на реката от пролома си в Камчийска планина е изграден язовир "Елешница", който предоставя и добри условия за отмора и риболов.

## Топографска карта
- Лист от карта K-35-31. Мащаб: 1 : 100 000.
- Лист от карта K-35-32. Мащаб: 1 : 100 000.
- Лист от карта K-35-43. Мащаб: 1 : 100 000.